# Askeröds IF
Askeröds IF är en idrottsförening i Askeröd i mellersta Skåne. Klubben bildades 1944.
Askeröds ursprungliga spelardräkt var marinblå tröja med ljusblå ärmar och vita kragar och manchetter, och vita byxor. 
Damfotbollslaget spelade i Sveriges högsta division 1978.

### Fotnoter
1. ↑  Sveriges Idrottsfolk del III Skåne, 1944
2. ↑  Jimmy Lindahl (26 februari 2004). ”Maratontabell för högsta damserien 1978-2003”. Bolletinen. http://www.bolletinen.se/sfs/pdf/stat_d_maraton_1978_2003_maratontab_f_hogsta_damserien.pdf. Läst 14 oktober 2013.